# Sampo L-41
Sampo L-41 — модель лёгкого пулемёта с воздушным охлаждением и ленточным питанием, разработанная финским конструктором Аймо Лахти.

## История создания
Опыт Зимней войны и войны-продолжения показал финским силам обороны, что тяжелый пулемёт «Максим» был устаревшим и слишком громоздким для требований современной войны. Кроме того, русский фланцевый патрон 7,62×53R был мало пригоден для использования в ленточном пулемёте. При разработке нового пулемёта использовалась металлическая лента, но механизм подачи по-прежнему был как у пулемёта "Максим". Сначала патрон нужно было вытащить из ленты, поднять до линии ствола и подать в патронник.
Передний конец газового поршня имел отдельный регулятор скорострельности. Прицелы были основаны на прицелах винтовки M/39 Ukko-Pekka. Целик находился поверх рамы замка, а мушка – над газовым баллоном. В серийном производстве орудия имели более короткий ствол, некоторые детали были упрощены, а замковая рама имела клин для установки отдельного прицела.

## Производство
Опытные образцы оружия были изготовлены осенью 1941 года на Государственном оружейном заводе (Valtion Kivääritehdas, VKT). После пробных стрельб был заказан первый комплект из 50 орудий. Было выпущено 26 орудий, которые прошли испытания в июле 1942 года. Из-за плохого качества материала оружие было возвращено в ремонт. 16 сентября 1942 года орудия были осмотрены и распределены для использования на фронте. Кроме того, было произведено ещё девять единиц оружия, которые также были доставлены на фронт. Пулемёты служили на фронте до конца войны. Всего было произведено 35 единиц оружия.
К началу 1943 года в вооружении появились следующие дефекты:
- Неисправности с некачественными патронами;
- Сломанные замки и возвратные пружины;
- Нагрев ствола и неблагоприятное воздействие, которое он оказывает на обращение с оружием;
- Сошки были слишком лёгкими и трудными для установки.